# Joe Costello

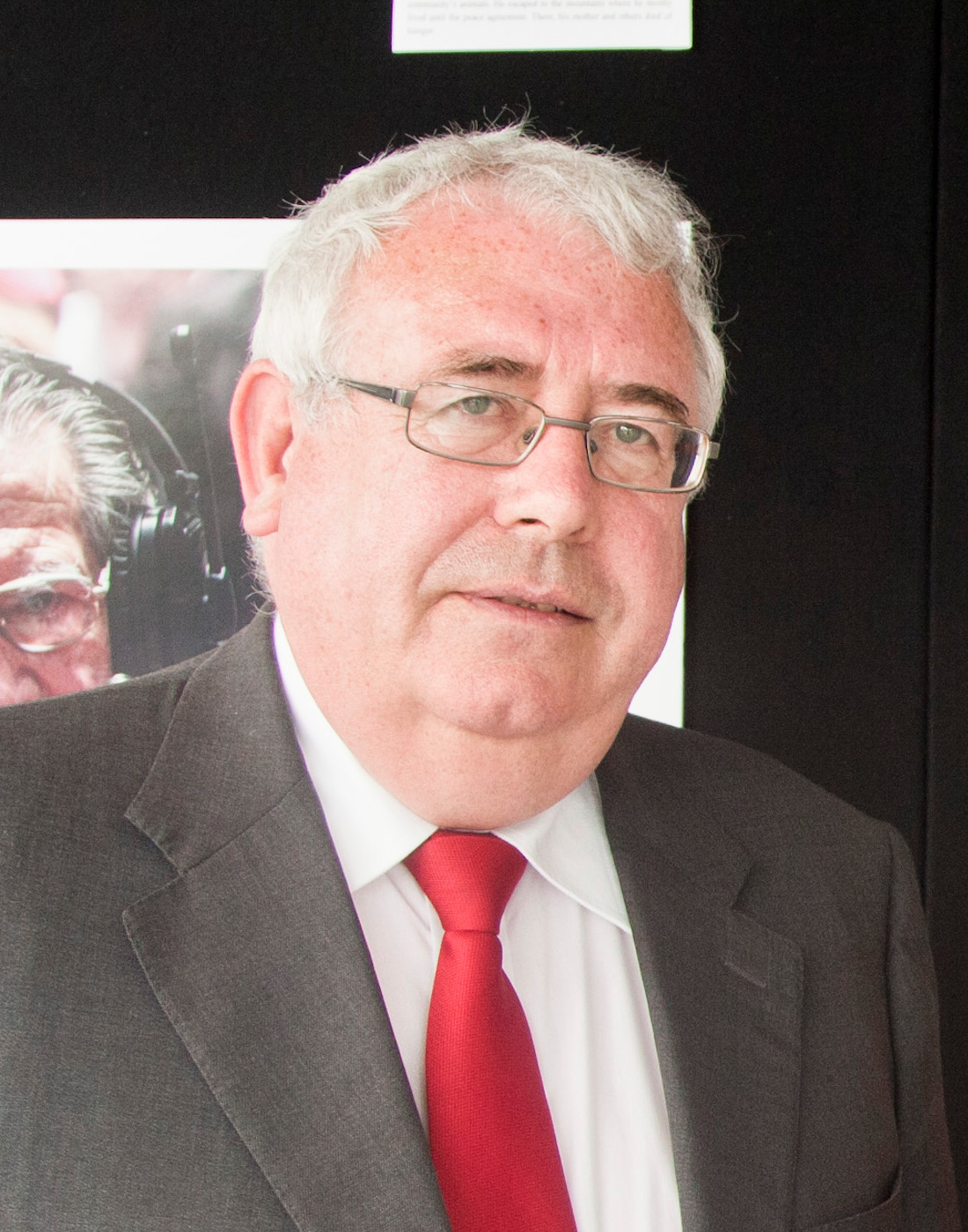
Joe Costello (2013)

Joe Costello (eigtl. Joseph Costello, * 13. Juli 1945 in Geevagh, County Sligo) ist ein irischer Politiker der Irish Labour Party. Er war im Oireachtas sowohl als Teachta Dála im Dáil Éireann als auch als Senator im Seanad Éireann vertreten.

## Leben
Costello studierte am St Patrick’s College, Maynooth, sowie am University College Dublin. Er arbeitete bis zu seinem Einstieg in die Politik als Lehrer an einer weiterführenden Schule. 
1985 wurde er wegen eines Protests festgenommen und verbrachte eine Woche im Gefängnis. Er trat noch im selben Jahr der Irish Labour Party bei. Bei den Wahlen zum Dáil Éireann 1987 konnte er noch keinen Erfolg für sich verbuchen. 1989 wurde er erstmals über die Verwaltungsliste in den Seanad gewählt. 1992 konnte er dann erfolgreich einen Sitz im Dáil Éireann im Wahlkreis Dublin Central erreichen. Diesen Sitz büßte er aber bei den Wahlen 1997 wieder ein. Wiederum wurde er über die Verwaltungsliste Mitglied des Senats. 1999 wurde er in den Dublin City Council gewählt. Diesen Sitz konnte 2003 seine Ehefrau Emer Costello, die er 1994 geheiratet hatte, erreichen. Bei den Wahlen 2002 war er dann erneut erfolgreich und konnte in den Dáil Éireann erneut einziehen. Diesen Sitz verteidigte er bis 2016. Am 20. Dezember 2011 wurde er nach dem Rücktritt von Willie Penrose zum Staatsminister für Handel und Entwicklung im Außenministerium ernannt. Am 15. Juli 2014 gab er den Posten für eine Kabinettsumbildung auf. 
Seine Versuche 2016 und 2020 bei den Wahlen wieder in den Dáil Éireann einzuziehen, blieben erfolglos. Stattdessen zog er erneut in den Dublin City Council ein und war von 2021 bis 2022 stellvertretender Lord Mayor of Dublin.